# Rudamon
Rudamon (anche Racamon o a volte riportato Amonrud; ... – 754 a.C.) è stato un faraone della XXIII dinastia egizia.

## Biografia
Figlio di Osorkon II e fratello di Takelot III regnò su Leontopolis e le terre circostanti. Tra le poche tracce della sua esistenza, tutte provenienti dall'Alto Egitto, alcune iscrizioni in una cappella dedicata ad Osiride, a Karnak.
Sulla durata del suo regno i pareri sono discordanti in quanto a seconda di come venga interpretato un graffito rinvenuto a Uadi Gasus. Il graffito in questione cita il 19º anno di regno di un sovrano che potrebbe essere Rudamon ma anche il suo successore Iuput II.

## Titolatura
| G5 |

| G5 |

|       |
| \| \| |
|       |
|       |

|  |

|       |
| \| \| |
|       |
|       |

|  |

| G16 |

| G16 |

|  |

| G8 |

| G8 |

|  |

| M23 · X1 | L2 · X1 |

| M23 · X1 | L2 · X1 |

| N5 | F12 | U1 | Aa11 · D36 · t |

| N5 | F12 | U1 | Aa11 · D36 · t |

| N5 | F12 | U1 | Aa11 · D36 · t |

| N5 | F12 | U1 | Aa11 · D36 · t |

| N5 | F12 | U1 | Aa11 · D36 · t |

| N5 | F12 | U1 | Aa11 · D36 · t |

| N5 | F12 | U1 | Aa11 · D36 · t |

| N5 | F12 | U1 | Aa11 · D36 · t |

| G39 | N5 |

| G39 | N5 |

| i | mn · n · N36 | i | mn · n | V4 |

| i | mn · n · N36 | i | mn · n | V4 |

| i | mn · n · N36 | i | mn · n | V4 |

| i | mn · n · N36 | i | mn · n | V4 |

| i | mn · n · N36 | i | mn · n | V4 |

| i | mn · n · N36 | i | mn · n | V4 |

| i | mn · n · N36 | i | mn · n | V4 |

| i | mn · n · N36 | i | mn · n | V4 |

## Datazioni alternative
| Autore        | Anni di regno                         |
| ------------- | ------------------------------------- |
| Aston         | 766 a.C./761 a.C. - 747 a.C./742 a.C. |
| Dodson        | 759 a.C. - 739 a.C.                   |
| Grimal        | 757 a.C. - 754 a.C.                   |
| von Beckerath | 755 a.C. - 735 a.C.                   |